# Alen Šket
Alen Šket (Slovenj Gradec, 28 de março de 1988) é um jogador de voleibol esloveno que atua na posição de ponteiro.

## Carreira

### Clube
Šket começou sua carreira jogando campeonatos juveneis pelo OK Merkur Maribor, clube de seu país natal. Em 2008 o ponteiro se transferiu para o ACH Volley Ljubljana, onde conquistou 5 títulos do campeonato nacional até a temporada 2012–13.
Em 2013, o ponteiro foi contratado para jogar pelo Casa Modena, no campeonato italiano. Nas duas temporadas subsequentes, atuou pelo Exprivia Neldiritto Molfetta e pelo Ninfa Latina, ainda na primeira divisão italiana. Após encerrar sua passagem pelo voleibol italiano, o esloveno foi atuar no voleibol turco após fechar contrato com o Fenerbahçe SK Istanbul. No ano seguinte, ainda em solo turco, conquistou o título da Supercopa Turca de 2018, vestindo a camisa do Halkbank Ankara.
Na temporada 2020–21, ainda no campeonato turco, desta vez com o Afyon Belediye Yüntaş, foi dispensado ao fim de algumas semanas. Depois de deixar a Turquia, regressa à sua terra natal, onde assina pelos restantes do ano com o Maribor Merkur Maribor, com o qual conquistou o Campeonato Esloveno de 2020–21, enquanto no campeonato seguinte voltou a defender as cores do ACH Volley, conquistando a copa e o campeonato nacional.

### Seleção
Šket competiu o Campeonato Mundial Sub-21 de 2007, onde terminou na 9ª colocação. Em 2019 conquistou o título da Challenger Cup de 2019 ao derrotar a seleção cubana por 3 sets a 0. O ponteiro foi vice-campeão do Campeonato Europeu nas edições de 2015, 2019 e 2021.

## Títulos
ACH Volley Ljubljana
- Campeonato Esloveno: 2008–09, 2009–10, 2010–11, 2011–12, 2012–13, 2021–22, 2022–23
- Copa da Eslovênia: 2008–09, 2009–10, 2010–11, 2011–12, 2012–13, 2021–22, 2022–23

Fenerbahçe Istanbul
- Copa da Turquia: 2016–17
- Supercopa Turca: 2017

Halkbank Ankara
- Supercopa Turca: 2018

OK Merkur Maribor
- Campeonato Esloveno: 2020–21

## Clubes
| Anos      | Clube                        |
| --------- | ---------------------------- |
| 2006–2008 | OK Merkur Maribor            |
| 2008–2013 | ACH Volley Ljubljana         |
| 2013–2014 | Casa Madona                  |
| 2014–2015 | Exprivia Neldiritto Molfetta |
| 2015–2016 | Ninfa Latina                 |
| 2016–2018 | Fenerbahçe SK Istanbul       |
| 2018–2019 | Halkbank Ankara              |
| 2020–2020 | Afyon Belediye Yüntaş        |
| 2020–2021 | Merkur Maribor               |
| 2021–     | ACH Volley Ljubljana         |